# 審議会
審議会（しんぎかい）は、日本においては国または地方自治体などの行政庁に付随する行政機関、あるいは民間の組織などに任意に設けられる合議制の諮問機関の名称の一つである。外部の有識者や利害関係者を招いて意見を聞くことが多い。
なお、民間においても企業や政党、各種団体の運営においても類似の諮問会議が開かれることもある。

## 行政庁
行政庁に置かれる場合は、総じて国民各層の利益を代表する業界団体、職能団体、消費者団体、環境保護団体、労働団体や当事者団体などを代表する委員と、実務・学識経験者などのいわゆる公益委員により組織されることが多く、議会制民主主義を補完する国民参加機関として、当該行政に関する重要な政策方針を策定したり、特定の処分を下す際に意見の答申を行うことなどを目的とすることが多い。
国に設置される場合の根拠法令は内閣府設置法第37条・第54条、国家行政組織法第8条であるが、この場合は組織形態を指す総称としての呼称は「審議会等」と規定されている。「等」が付くのは税制調査会のように名称中に「審議」の文字を含まない「調査会」組織があるためであり、必ずしも複数という意味を示すものではない。「審議会等」組織を一つしか置かない府省の設置法・組織令の条文でも総称は原則として「審議会等」と呼称している。代表的な審議会等としては、内閣府設置法に基づき設置されるものとして税制調査会、地方制度調査会等が、国家行政組織法第8条に基づき設置されるものとして法制審議会、医道審議会、中央教育審議会等がある。
2001年1月6日に行われた中央省庁再編に際しては、審議会等は基本的な政策を審議する「基本的政策型審議会」と、法令によって審議会等が決定・同意機関とされている場合等の「法施行型審議会」に整理・統合され、121の審議会等の廃止等の改革が行われた。
なお、外部の有識者を招いて方針を討議する、法令上の根拠がない「懇談会」「研究会」等の会合については、「行政運営上の会合」と定義され、審議会等とは異なるものである。これについては、1999年の閣議決定で開催・運営等について取り決めがなされている。詳細については懇談会の項目を参照のこと。

## 批判
審議会委員の人選は官庁の裁量で決めることができ、官庁の人脈など恣意的な要素で委員が決定されることがあり、初めから議論の結論が決まっている場合も少なくないという指摘がある。審議会そのものに対しても問題について審議や議論をする場ではなく、審議をしたことを示すための単なる手続きの場となっており、審議会の意向に沿ったお墨付きを与える御用学者的な役割を果たしている委員もおり、中立性に関して疑問が呈されることも少なくない。

## 民間
民間に設けられる例では、放送法第6条に基づき放送事業者に置かれる放送番組審議機関（一般的には「番組審議会」、あるいは「番審」などと呼称される）などがある。
また、開成中学校・高等学校では、運動会審議会と呼ばれる、同校で開催されている運動会のルールや予算、プログラム等を審議する機関が存在している。